# Gibson Firebird
Gibson Firebird je elektrická kytara od firmy Gibson Guitar Corporation, která se vyráběla od roku 1963 do roku 2021. Na tuto kytaru hraje například Johnny Winter.
Je zajímavé, že autorem designu kytary Firebird je automobilový návrhář Raymond H. Dietrich, který spolupracoval s automobilkami Chrysler a Lincoln. Dietrich je též autorem designu baskytary Gibson Thunderbird, která se Firebirdu podobá tvarem, konstrukcí a jménem.